# Hobart (priimek)
Hobart je priimek več oseb:
- James Wilfred Lang Stanley Hobart, britanski general
- Percy Cleghorn Stanley Hobart, britanski general